# Boca de Cote
Boca de Cote es el nombre que recibe una isla del Archipiélago de Los Roques que se encuentra en el extremo sur de este territorio entre el Cayo Sal y la llamada Meseta de Nube Verde. Administrativamente hace parte del territorio Insular Miranda en las Dependencias Federales de Venezuela.
Boca de Cote posee una superficie de 3,55 hectáreas y es popular debido a la variedad de colores de las aguas que la rodean, pues está muy cerca del mar abierto y a la vez en la Ensenada o Bajo de Los Corrales. La isla esta cubierta casi totalmente por una espesa vegetación.
Actividades populares en el lugar incluyen el Buceo en la Barrera coralina sobre todo porque cuenta con una vida marina muy diversa y rica. Como parte del parque nacional Los Roques es un área que se encuentra protegida.